# Linia kolejowa nr 490
Linia kolejowa nr 490 – zelektryfikowana, dwutorowa linia kolejowa łącząca przejście graniczne Kunowice‑Frankfurt ze stacją Frankfurt (Oder).
W Niemczech linia została oznaczona jako linia kolejowa nr 6155 Frankfurt (Oder) Pbf, W 266 – Frankfurt (Oder) Grenze oraz stanowi fragment międzynarodowej linii kolejowej E 20.
| kilometraż | kilometraż | pociągi pasażerskie                          | autobusy szynowe i EZT                       | pociągi towarowe                             |
| od         | do         | Tor nieparzysty (kierunek: Frankfurt (Oder)) | Tor nieparzysty (kierunek: Frankfurt (Oder)) | Tor nieparzysty (kierunek: Frankfurt (Oder)) |
| -3,770     | -2,400     | 100                                          | 100                                          | 100                                          |
| -2,400     | -0,900     | 80                                           | 80                                           | 80                                           |
| -0,900     | 0,000      | 40                                           | 40                                           | 40                                           |
| od         | do         | Tor parzysty (kierunek: Granica Państwa)     | Tor parzysty (kierunek: Granica Państwa)     | Tor parzysty (kierunek: Granica Państwa)     |
| -3,770     | -2,400     | 100                                          | 100                                          | 100                                          |
| -2,400     | -0,700     | 80                                           | 80                                           | 80                                           |
| -0,700     | 0,000      | 40                                           | 40                                           | 40                                           |